# Маласпина

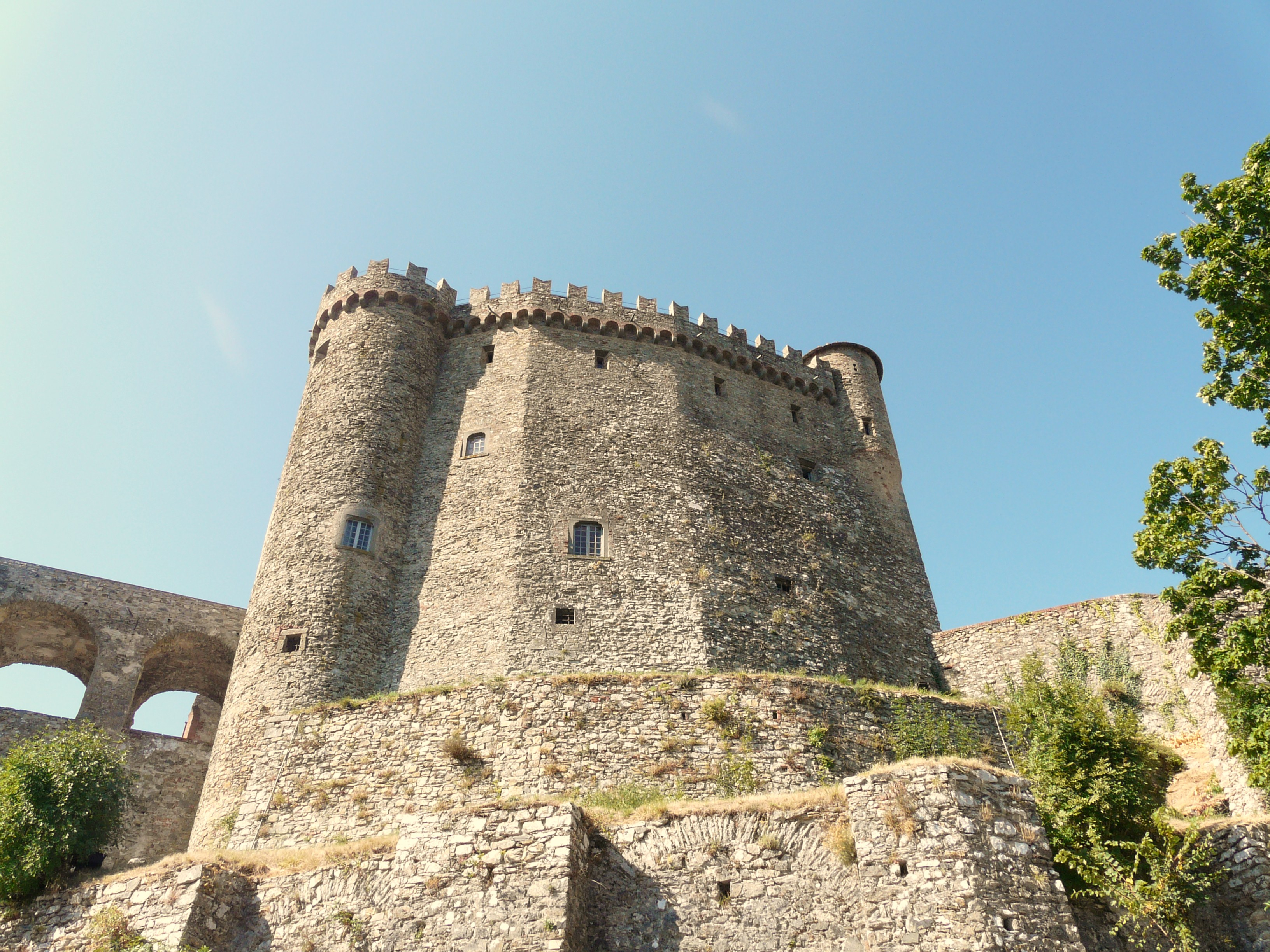
Построенный Маласпина замок Фосдиново.

Маласпина (Malaspina) — знатное тосканское семейство, которое с XII века правило в Луниджиане, а в 1421 году добавило к своим владениям Массу и Каррару на стыке Тосканы и Лигурии. По одной из версий, происходят от Оберто I и графов Луни, находившихся в родстве с герцогами Сполето. Помимо семейства Маласпина, из Обертингов производили свой род д'Эсте, Паллавичино и некоторые другие итальянские династии.
В 1520 году дочь последнего маркиза Массы и владетеля Каррары Ричарда Маласпина сочеталась браком с Лоренцо Чибо, в то время служившим папским наместником Сполето. Он приходился внуком: по отцу — папе Иннокентию VIII, а по матери — Лоренцо Великолепному. Их потомки унаследовали Массу с Каррарой и приняли фамилию Чибо-Маласпина. Из их числа происходило несколько латинских (титульных) патриархов Константинополя и испанский мореплаватель Алессандро Маласпина.
С 1568 году глава рода Маласпина носил титул князя Массы и Каррары, заменённый в 1633 году герцогским. Дочь последнего герцога вышла в 1741 году за моденского герцога Эрколе III из дома д’Эсте. Их единственная дочь Мария Беатриса своим браком с австрийским эрцгерцогом Фердинандом доставила владение Моденой и Массой-Каррарой в дом Габсбургов.